# Ryan PT-22 Recruit
El Ryan PT-22 Recruit, la principal versión militar del Ryan ST, fue un avión de entrenamiento militar usado por las Fuerzas Aéreas del Ejército de los Estados Unidos durante la Segunda Guerra Mundial, principalmente para el entrenamiento de pilotos.

## Diseño y desarrollo
El fuselaje del PT-22 era una única estructura semimonocasco, con recubrimiento de alclad de grueso calibre. Las alas presentaban largueros de abeto, costillas de aleación de aluminio, elementos de compresión de acero, con recubrimiento de tela por detrás hasta el borde de fuga y planchas de aleación de aluminio recubriendo desde el borde de ataque hasta el larguero. Las alas tenían 4° 10' de flecha, 3° de incidencia y 4° 30′ de diedro.
El sistema de combustible del PT-22 consistía en un único depósito montado por delante de la cabina delantera. El combustible alimentaba por gravedad al carburador. El sistema de aceite era del tipo de cárter seco, con todo el aceite almacenado en un depósito instalado en el lado frontal del cortafuegos, en la sección superior del fuselaje. Los flaps alares eran operados mecánicamente mediante una palanca colocada en el lado izquierdo de cada cabina. La compensación ajustable del elevador se conseguía con un compensador controlable mediante una rueda montada en lado izquierdo de cada cabina. En su configuración original, el avión no estaba equipado con sistema eléctrico. Cada rueda tenía frenos hidráulicos, controlados mediante los pedales del timón en cada cabina.
Para simplificar el mantenimiento, los carenados del tren de aterrizaje fueron eliminados en los ejemplares de producción.

## Historia operacional
El PT-22 fue desarrollado en 1941 desde la serie civil Ryan ST. Los anteriores PT-20 y PT-21 fueron las versiones militares de producción del Ryan ST-3, con un total de 100 aparatos construidos. El PT-22 fue el primer entrenador monoplano específico del Cuerpo Aéreo del Ejército de los Estados Unidos. La rápida expansión del entrenamiento de tripulaciones en tiempo de guerra requirió nuevos entrenadores, y el Ryan PT-22 fue ordenado en grandes cantidades. Bautizado "Recruit" (Recluta), entró en servicio operacional con los Estados Unidos. Países Bajos también emitió órdenes, pero nunca se llevaron a cabo debido a la capitulación del país ante las fuerzas del Eje. La pequeña orden de 25 ST-3 fue redirigida a los Estados Unidos y redesignada PT-22A. Otra orden de 100 ejemplares también vino de la Armada estadounidense. La serie PT fue muy usada durante los años de guerra, tanto en escuelas civiles como militares, pero con el fin de la misma, fue retirado de las USAAF.
El Ryan PT-22 sigue siendo un popular avión de coleccionistas de la Segunda Guerra Mundial.

## Variantes

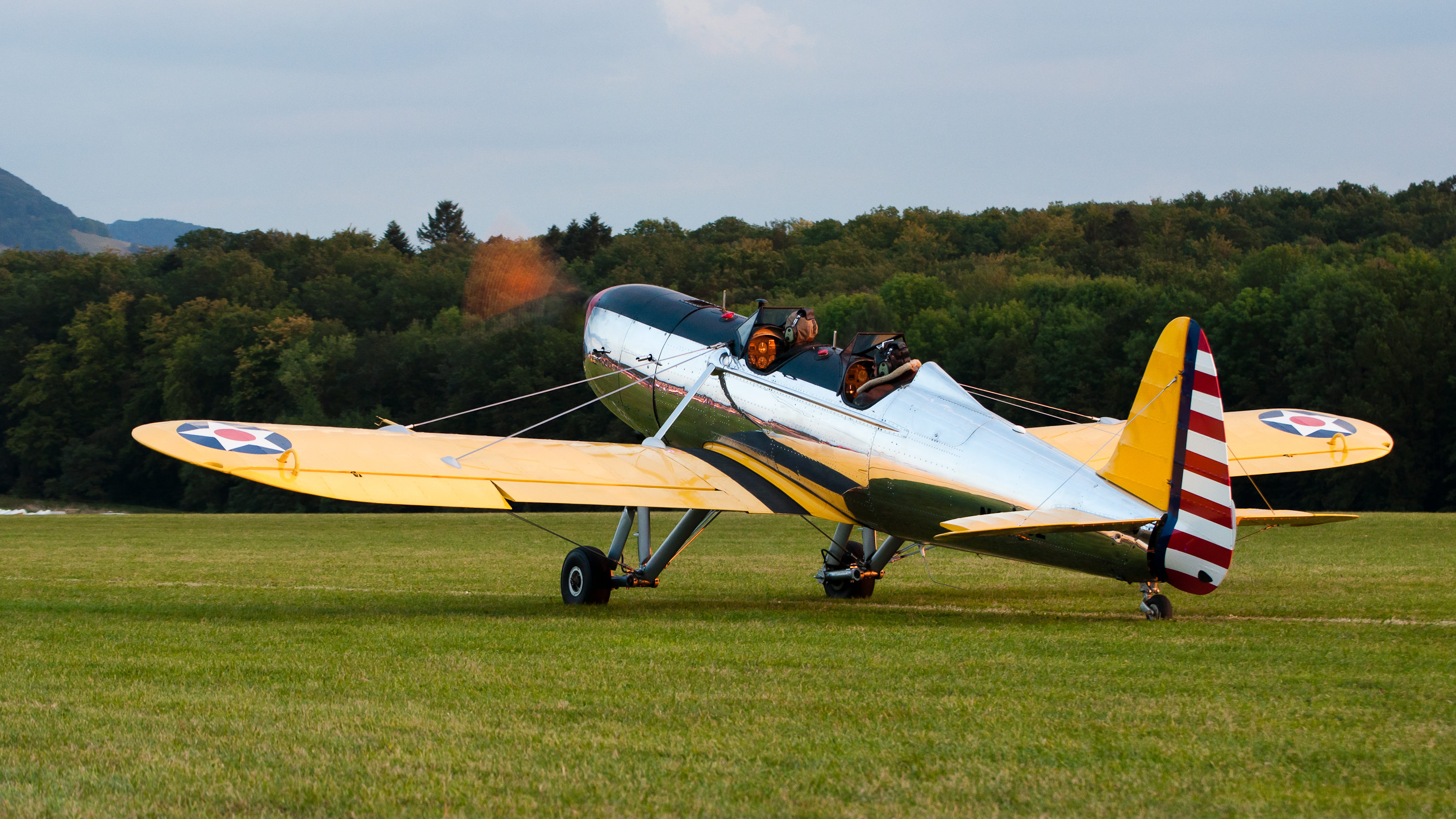
Ryan PT-22 Recruit.

PT-22
Versión militar del Model ST-3KR, propulsada por un R-540-1 de 160 hp, 1023 construidos.
PT-22A
Aviones con dos flotadores Model ST-3S ordenados por la Armada de los Países Bajos, propulsados por Menasco D4B de 160 hp, orden cancelada y completada para el Cuerpo Aéreo del Ejército de los Estados Unidos con motores R-540-1 de 160 hp, 25 construidos.
PT-22B
Proyecto no construido.
PT-22C
PT-22 remotorizados con R-540-3 de 160 hp, 250 conversiones.

## Operadores
República de China
 Ecuador
- Fuerza Aérea Ecuatoriana

 Estados Unidos
- Cuerpo Aéreo del Ejército de los Estados Unidos
- Fuerzas Aéreas del Ejército de los Estados Unidos

## Aeronaves en exhibición

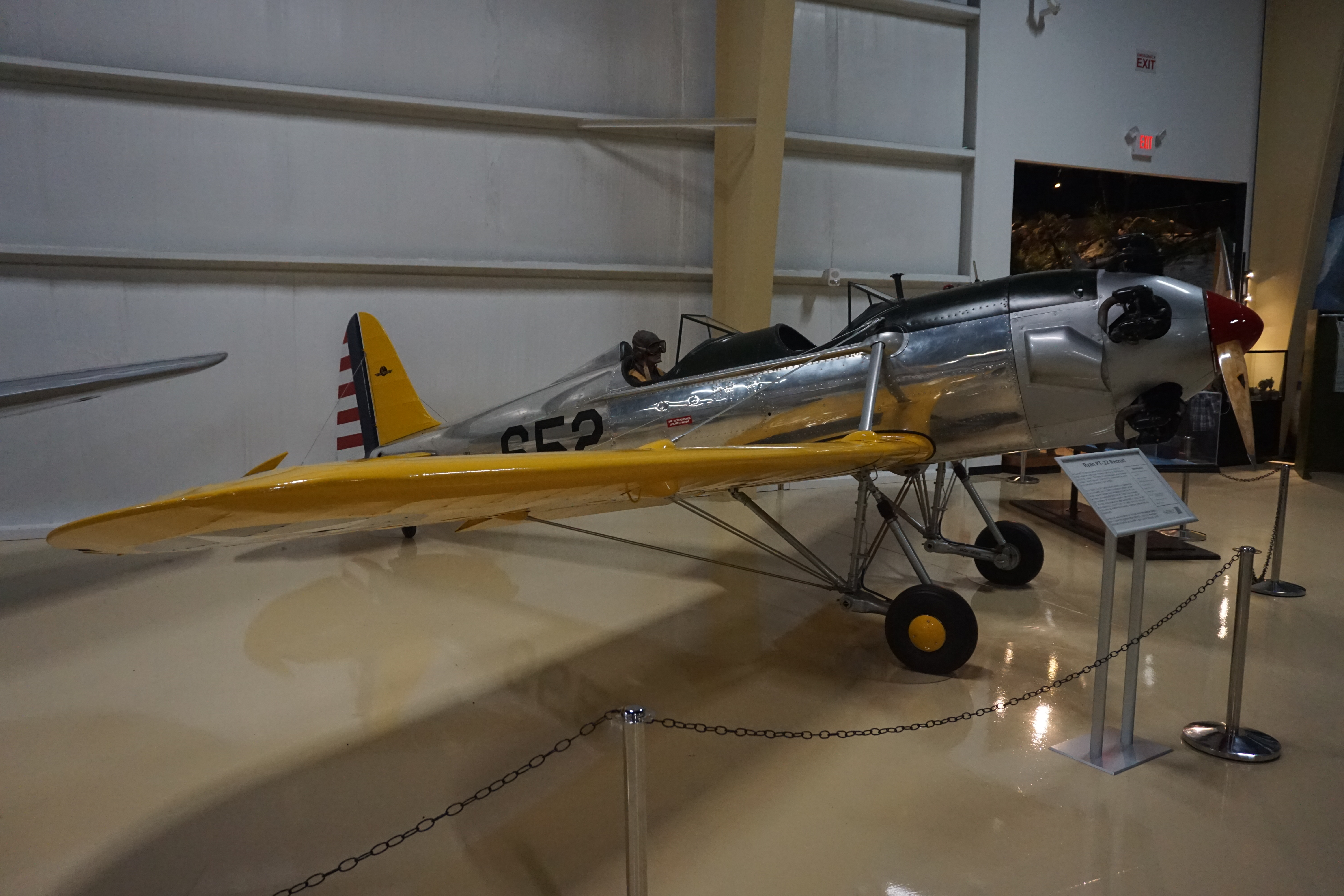
PT-22 en exhibición en el Air Zoo.

- 41-15329: PT-22 en exhibición en el Air Combat Museum en Springfield (Illinois).[6][7]
- 41-15654: PT-22  en exhibición en el Vintage Flying Museum in Fort Worth, Texas.[8][9] Está esperanado una reconstrucción de motor.
- 41-15721: PT-22 en exhibición estática en el Museo Nacional de la Fuerza Aérea de Estados  en Dayton (Ohio).[10][11]
- 41-20652: PT-22 en exhibición estática en el Campus Principal del Air Zoo en Kalamazoo (Míchigan).[12][13]
- 41-20952: PT-22 en exhibición estática en el Evergreen Aviation & Space Museum en McMinnville (Oregón).[14][15]
- 41-21039: PT-22 en exhibición estática en el Museum of Aviation en Warner Robins, Georgia.[16]
- 42-57481: PT-22A en exhibición estática en el Centro Steven F. Udvar-Hazy del Museo Nacional del Aire y el Espacio de Estado en Chantilly (Virginia).[17][18]
- 42-57492: PT-22A almacenado en el New England Air Museum en Windsor Locks, Connecticut.[19][20]

## Supervivientes

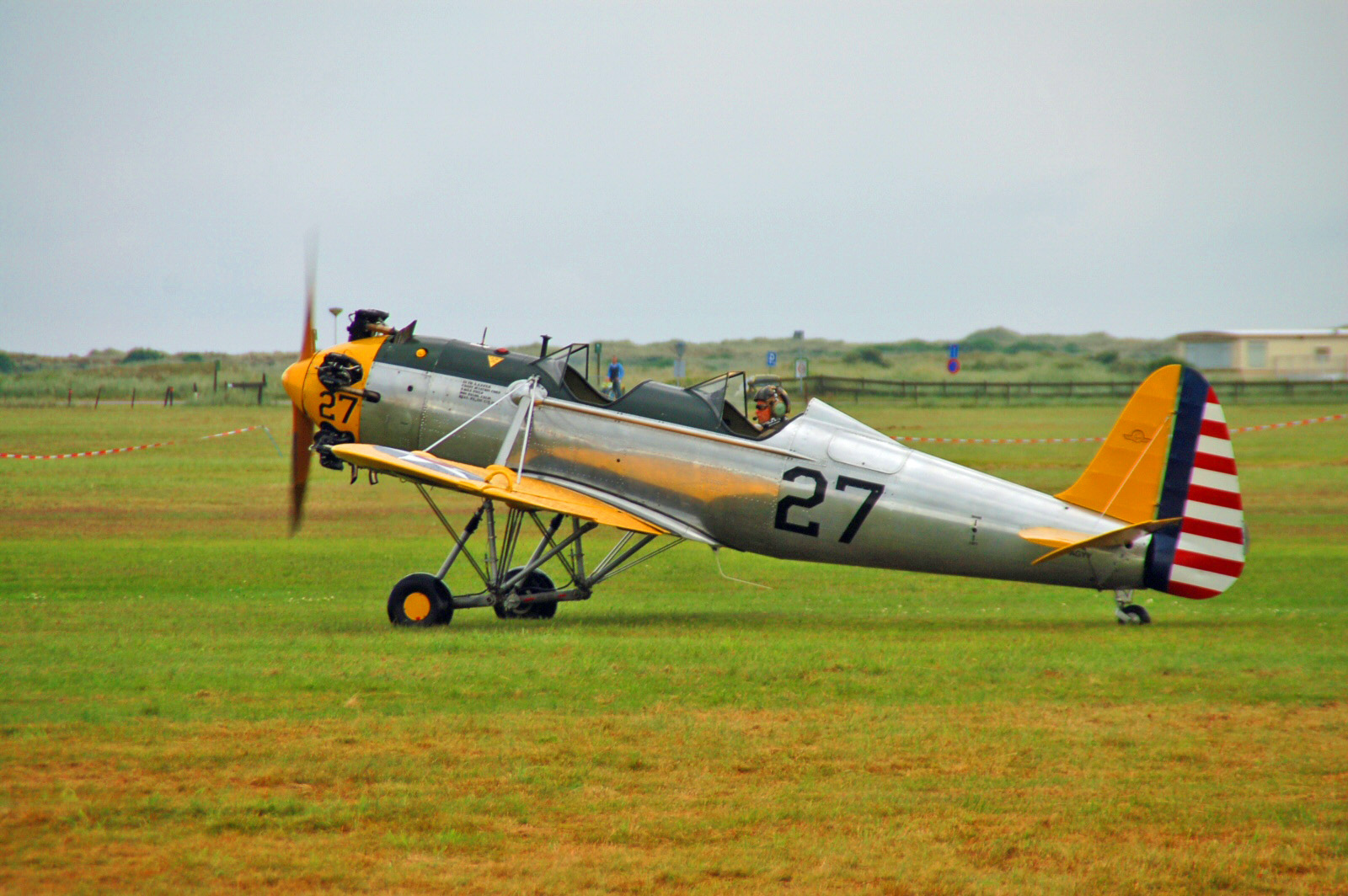
Ryan PT-22 en 2007.

Varios PT-22 permanecen en estado de vuelo por todo el mundo, ya que el avión continúa siendo una aeronave deportiva popular y un pájaro de guerra.
- 41-1902: PT-22 en estado de vuelo en la Minnesota Wing de la Commemorative Air Force en South St. Paul (Minnesota).[21][22][23]
- c/n 1812: ST-3KR en estado de vuelo en el Port Townsend Aero Museum en Port Townsend, Washington.[24][25][26]
- 41-20855: PT-22 en estado de vuelo en la Shuttleworth Collection at Old Warden, Bedfordshire.[27][28] Esta célula fue el primer prototipo de PT-22 y fue designada "001".

## Especificaciones (PT-22)
Referencia datos: Pilots Flight Operating Instructions and The New Ryan

### Características generales
- Tripulación: Dos (alumno e instructor)
- Longitud: 6,90 m
- Envergadura: 9,17 m
- Altura: 2,18 m
- Superficie alar: 12,5 m²
- Perfil alar: NACA 2412
- Peso vacío: 593 kg
- Peso cargado: 844 kg
- Peso útil: 250 kg
- Peso máximo al despegue: 844 kg
- Planta motriz: 1× motor radial de cinco cilindros refrigerado por aire Kinner R-540.
  - Potencia: 120 kW (160 hp)

### Rendimiento
- Velocidad nunca excedida (Vne): 305 km/h
- Velocidad máxima operativa (Vno): 200 km/h
- Velocidad crucero (Vc): 160 km/h
- Velocidad de entrada en pérdida (Vs): 100 km/h, flaps abajo; 103 km/h, flaps arriba
- Alcance: 371 km (a 1560 rpm)
- Techo de vuelo: 4700 m (15 400 pies)
- Régimen de ascenso: 3,6 m/s (710 pies/min) (a MTOW)
- Carga alar: 67,5 kg/m² (13,6 lb/sq ft)

## Aeronaves relacionadas

### Aeronaves similares
- Fairchild PT-19
- de Havilland Moth Minor
- Miles Magister
- Yakovlev UT-2

### Secuencias de designación
- Secuencia PT-_ (Entrenadores Primarios del USAAC/USAAF, 1924-1948): ← PT-19 - PT-20 - PT-21 - PT-22 - PT-23 - PT-24 - PT-25 →